# Jan Filip (právník)
Jan Filip (* 27. listopadu 1950 Šternberk) je bývalý český ústavní soudce, vysokoškolský pedagog a autor řady prací v oboru ústavního práva, patří k nejvýznamnějším českým aktivně působícím konstitucionalistům. Je ženatý a má dvě děti.

## Akademická dráha
Vystudoval Právnickou fakultu UJEP (dnes Masarykova univerzita) v Brně s červeným diplomem. Ještě při studiu začal působit na fakultě jako asistent na poloviční úvazek a po promoci pokračoval na Katedře teorie práva a ústavního práva Právnické fakulty UJEP v Brně jako asistent již na plný úvazek. V roce 1975 získal titul JUDr. (rigorózní práce Ústava v právním řádu ČSSR) a v roce 1977 se stal odborným asistentem. Roku 1984 získal titul CSc. pro ústavní právo (disertační práce Pojem, podstata, obsah a formy ústavy socialistického typu). Jeho tehdejší práce jsou podle moderátorky Jany Bobošíkové výrazně poznamenány dobovým ideologickým akcentem. Od roku 1974 až do roku 1989 byl členem Komunistické strany Československa a jedno období byl ve funkci předsedy základní organizace KSČ na právnické fakultě.
Habilitoval se v roce 1992 prací Základní otázky volebního práva v ČSFR. Titul profesora ústavního práva získal v roce 1998 a od roku 1995 působil také jako vedoucí Katedry ústavního práva a politologie Právnické fakulty MU v Brně. Absolvoval přes tři desítky zahraničních stáží, vydal několik set odborných publikací a získal za své vědecké dílo v oblasti ústavního práva mnoho desítek ocenění vědeckou komunitou po celém světě.

## Praktická činnost
Kromě svých pedagogických činností pracoval také jako asistent ústavního soudce Jiřího Muchy (v letech 1998 až 2003 jako asistent Vojtěcha Cepla), dále jako externí pracovník Legislativního odboru Kanceláře Senátu a je členem několika vědeckých a oborových rad význačných českých vysokých škol. Řadu let byl členem Legislativní rady vlády a roku 1995 byl jmenován expertem Rady bezpečnosti OSN[zdroj?] pro otázky přípravy ústavy a volebního zákona v Tádžikistánu.
V dubnu 2013 Senát vyslovil souhlas se jmenováním prof. Filipa soudcem Ústavního soudu a jmenován prezidentem republiky byl 3. května.

## Některé publikace
- Filip, Jan. Podstata, obsah a forma ústavy socialistického typu. Brno: Univerzita J. E. Purkyně, 1987, 151 s.
- Filip, Jan. Praktikum do státního práva socialistických zemí. 1. vyd. Praha: SPN, 1981, 168 s.
- Filip, Jan. - Kroupa, Jiří - Vebera, Zdeněk. Státní právo socialistických zemí. 1. vyd. Brno: Univerzita J. E. Purkyně, 1980. 208 s.
- Filip, Jan. Ústavní právo České republiky. 1, Základní pojmy a instituty. Ústavní základy ČR. 4. opr. a dopl. vyd. Brno : Masarykova univerzita, 2003. 556 s. (Edice učebnic PrF MU v Brně ; sv. 330). ISBN 80-210-3254-5.
- Filip, Jan - Svatoň, Jan - Zimek, Josef. Základy státovědy. 3. opr. a zkrác. vyd., 2. dotisk. Brno : Masarykova univerzita. Právnická fakulta, 2004. 266 s. Edice učebnic PrF MU v Brně ; č. 348. ISBN 80-210-3023-2.
- Filip, Jan. Aktualne problemy konstytucyjnej regulacji własności a projektów nowych ustawowych regulacji v Republice Czeskiej. In Własność-Zagadnienia ustrojowo-prawne. Porównanie rozwiązań w państwach Europy środkowo-wschodniej. 1. vyd. Łódż 2006 : Łódzkie Towarzystwo Naukowe, 2006. od s. 83-93, 11 s. ISBN 83-87749-97-4.
- Filip, Jan - Šimíček, Vojtěch - Holländer, Pavel. Zákon o Ústavním soudu: komentář. Vyd. 1. Praha : C. H. Beck, 2001. 518 s. Beckova edice Komentované zákony. ISBN 80-7179-340-X.
- Filip, Jan. Vybrané kapitoly ke studiu ústavního práva [Učebnice]. Vyd. 2. dopl. Brno : Masarykova univerzita, 2001. 458 s. Edice učebnic PrF MU; č. 263. ISBN 80-210-2592-1.